# Creu de terme de Santa Anna (Prenafeta)

La Creu de terme de Santa Anna és una creu de terme de Prenafeta, al municipi de Montblanc (Conca de Barberà), situada davant de l'ermita de Santa Anna de Montornès.

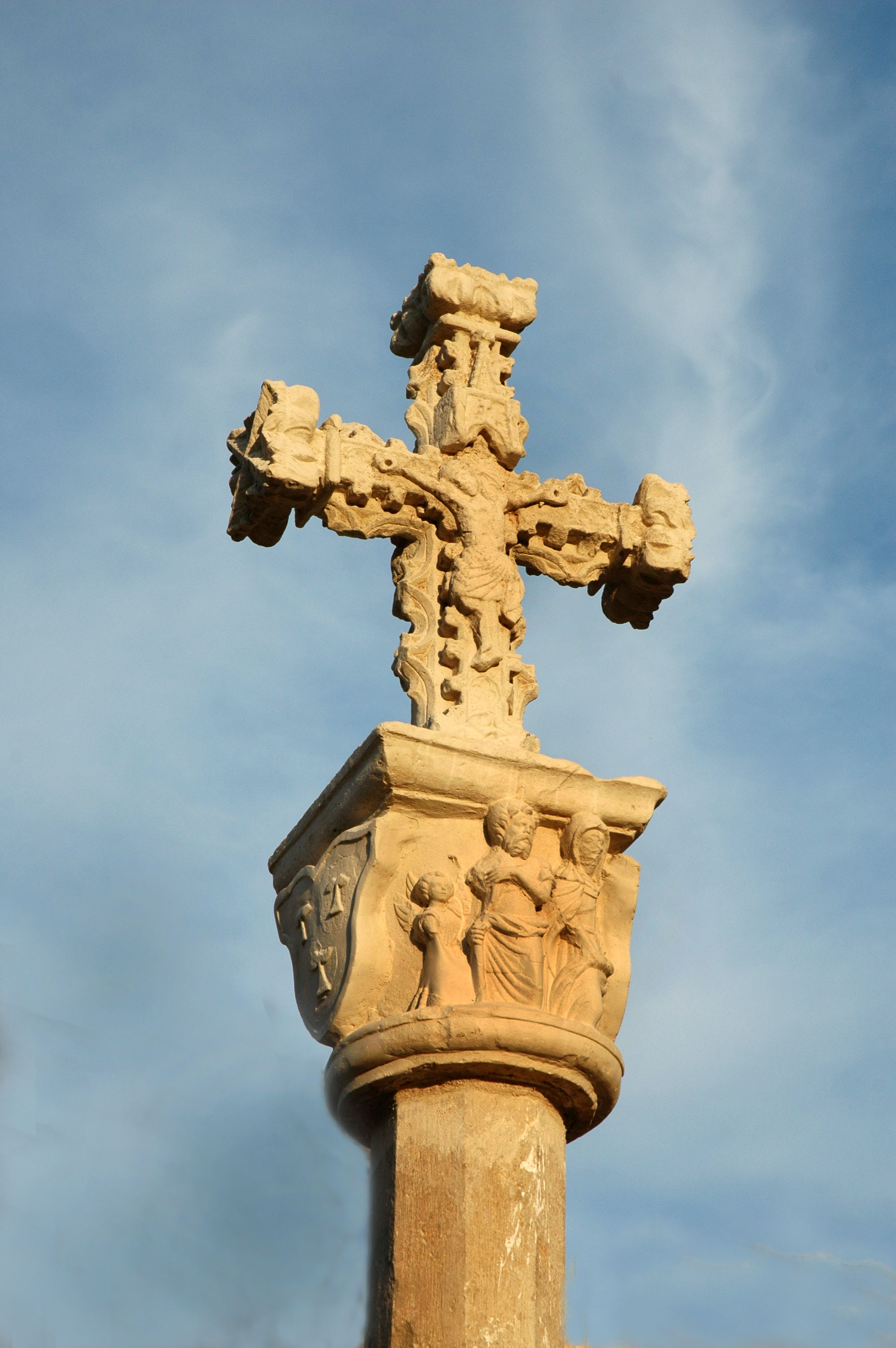
Detall de la creu

## Història
És una creu gòtica de pedra, rèplica de l'original del segle XIV, que va ser enderrocada el 1936 i recollida pels masovers del mas de Gassol, pròxim a l'ermita. Als anys 1970 la van cedir al Museu Comarcal de la Conca de Barberà on s'enganxaren els bocins i encara hi és exposada.
A Barberà de la Conca, parròquia a la qual pertany l'ermita de Santa Anna, hi ha una altra reproducció idèntica, la Creu de terme de la Font Vella.

## Descripció
El conjunt estava format per la creu pròpiament dita, un capitell esculturat, un fust otxavat i un dau troncopiramidal al peu, que anava col·locat sobre tres graons quadrats concèntrics.
La creu és gòtica, del segle XIV, coetània a l'ermita. És una creu llatina floronada (extrems acabats en florons), arbre i travesser de secció quadrada amb les cares decorades amb una sanefa de cercles lobulats, les arestes resseguides d’una fronda, i les aixelles decorades amb traceries ogivals, ara un xic mutilades. Al davant es representa Jesús crucificat i al darrere la Mare de Déu, ambdós sota un dosseret amb pinacle.
El capitell és renaixentista, que fou canviat el segle XVI, amb collarí motllurat que descansa sobre el fust otxavat, tambor esculpit i àbac, també motllurat, de base quadrada on s'assenta la creu. Al tambor, separades per dos escuts heràldics, hi ha dues escenes esculpides en alt relleu; a l’una, hi ha representats santa Anna i sant Joaquim amb un àngel al costat, i a l’altra, santa Anna donant la mà a la Mare de Déu nena (aquesta imatge està actualment mutilada). Els escuts que separen les escenes historiades estan carregats amb les armes de Roca (tres rocs), que identificarien al rector de Barberà, Berenguer Roca, que regí la parròquia entre 1516 i 1562. Tot i que no és gaire usual la substitució dels capitells de les creus de terme, el canvi del capitell baix-medieval de la creu de Santa Anna per un de renaixentista es podria atribuir al fet que, davant dels continuats conflictes que el rector de Barberà tenia amb Prenafeta/Poblet per causa de la duplicitat de senyorius, aquell decidís marcar la creu amb el seu escut en senyal de propietat.